# Beaudignies
Beaudignies est une commune française située dans le département du Nord, en région Hauts-de-France.

## Géographie

### Localisation
Beaudignies se situe dans le sud-est du département du Nord (Hainaut) et fait partie du Parc naturel régional de l'Avesnois.
Elle fait partie administrativement de l'Avesnois et historiquement du Hainaut.
La commune, desservie par l'ancienne route nationale 342 (actuelle RD 942) jouxte Le Quesnoy et se trouve à 15 km au sud-est de Valenciennes, 12 km au sud-ouest de la Frontièrefrontière franco-belge entre la Belgique et la France et 35 km de Mons, 27 km à l'ouest de Maubeuge, 28 km au nord-ouest d'Avesnes-sur-Helpe, 48 km au nord-est de Saint-Quentin et 26 km au nord-est de Cambrai.
Le Sentier de grande randonnée GR121-C et un sentier de grande randonnée de pays (GRP) passent dans le village.

### Communes limitrophes
|                    | Ruesnes                        | Le Quesnoy  |
| Capelle            | Beaudignies                    | Ghissignies |
| Escarmain Romeries | Neuville-en-Avesnois Salesches |             |

### Hydrographie

#### Réseau hydrographique
La commune est située dans le bassin Artois-Picardie. Elle est drainée par l'Écaillon et le ruisseau Saint-georges,.
L'Écaillon, d'une longueur de 33 km, prend sa source dans la commune de Locquignol et se jette  dans l'Escaut canalisée à Prouvy, après avoir traversé 13 communes.
Le ruisseau Saint-Georges, d'une longueur de 19 km, prend sa source dans la commune de Locquignol et se jette  dans l'Écaillon à Bermerain, après avoir traversé dix communes.

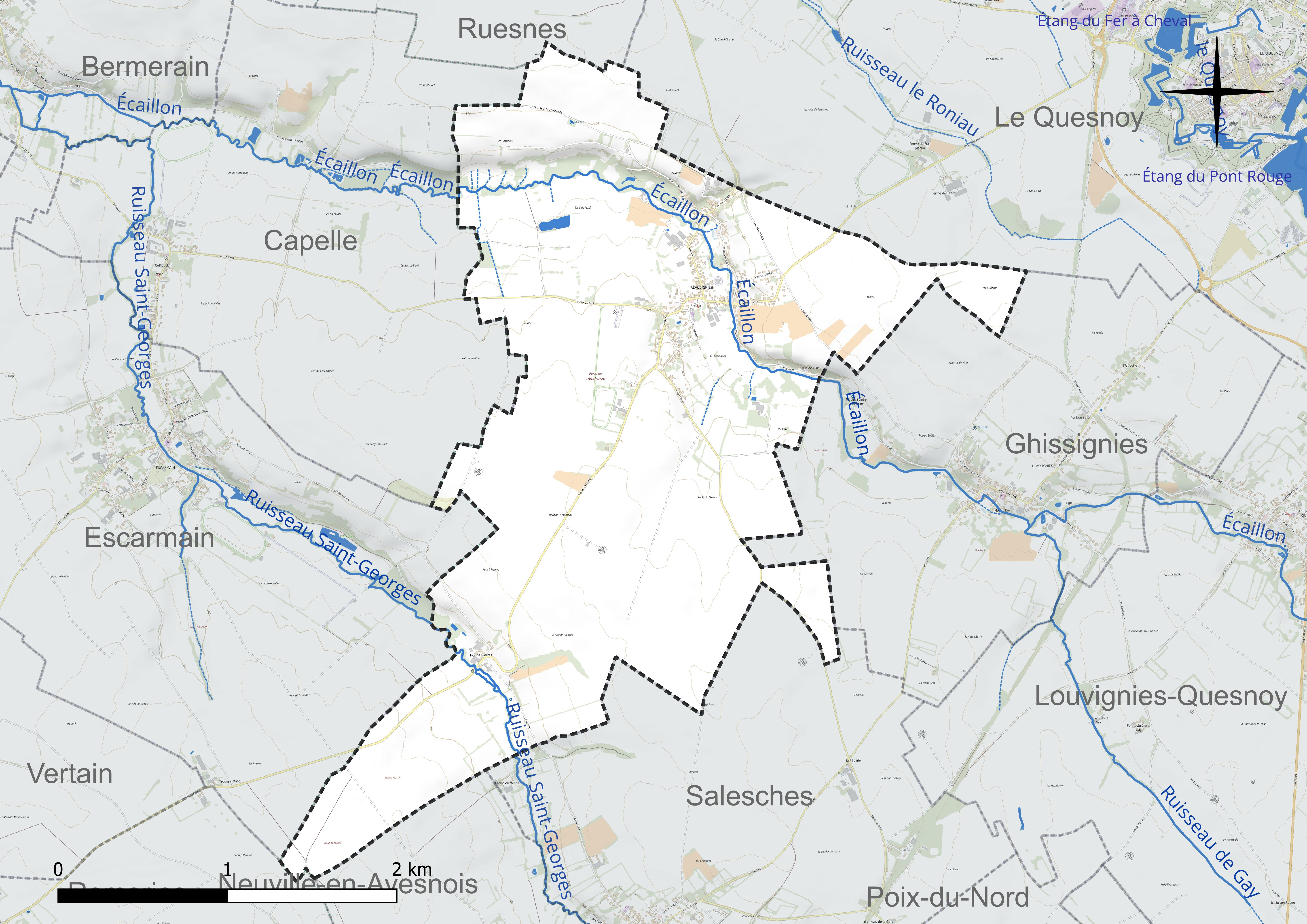
Réseau hydrographique de Beaudignies.

#### Gestion et qualité des eaux
Le territoire communal est couvert par le schéma d'aménagement et de gestion des eaux (SAGE) « Escaut ». Ce document de planification concerne un territoire de 2 005 km2 de superficie, délimité par le bassin versant de l'Escaut. Le périmètre a été arrêté le 9 juin 2006 et le SAGE proprement dit a été approuvé le 13 juillet 2021. La structure porteuse de l'élaboration et de la mise en œuvre est le syndicat mixte Escaut et Affluents (SyMEA).
La qualité des cours d'eau peut être consultée sur un site dédié géré par les agences de l'eau et l'Agence française pour la biodiversité.

### Climat
Pour des articles plus généraux, voir Climat des Hauts-de-France et Climat du Nord.
En 2010, le climat de la commune est de type climat océanique dégradé des plaines du Centre et du Nord, selon une étude du CNRS s'appuyant sur une série de données couvrant la période 1971-2000. En 2020, Météo-France publie une typologie des climats de la France métropolitaine dans laquelle la commune est exposée à un climat océanique altéré et est dans la région climatique Nord-est du bassin Parisien, caractérisée par un ensoleillement médiocre, une pluviométrie moyenne régulièrement répartie au cours de l'année et un hiver froid (3 °C).
Pour la période 1971-2000, la température annuelle moyenne est de 10,2 °C, avec une amplitude thermique annuelle de 14,9 °C. Le cumul annuel moyen de précipitations est de 759 mm, avec 12,5 jours de précipitations en janvier et 9,5 jours en juillet. Pour la période 1991-2020, la température moyenne annuelle observée sur la station météorologique la plus proche, située sur la commune de Valenciennes à 14 km à vol d'oiseau, est de 11,0 °C et le cumul annuel moyen de précipitations est de 694,1 mm,. Pour l'avenir, les paramètres climatiques de la commune estimés pour 2050 selon différents scénarios d'émission de gaz à effet de serre sont consultables sur un site dédié publié par Météo-France en novembre 2022.

## Urbanisme

### Typologie
Au 1er janvier 2024, Beaudignies est catégorisée commune rurale à habitat dispersé, selon la nouvelle grille communale de densité à sept niveaux définie par l'Insee en 2022.
Elle est située hors unité urbaine. Par ailleurs la commune fait partie de l'aire d'attraction de Valenciennes (partie française), dont elle est une commune de la couronne,. Cette aire, qui regroupe 102 communes, est catégorisée dans les aires de 200 000 à moins de 700 000 habitants,.

### Occupation des sols
L'occupation des sols de la commune, telle qu'elle ressort de la base de données européenne d'occupation biophysique des sols Corine Land Cover (CLC), est marquée par l'importance des territoires agricoles (93,9 % en 2018), une proportion sensiblement équivalente à celle de 1990 (94,2 %). La répartition détaillée en 2018 est la suivante : 
terres arables (64,1 %), prairies (29,8 %), zones urbanisées (6,1 %). L'évolution de l'occupation des sols de la commune et de ses infrastructures peut être observée sur les différentes représentations cartographiques du territoire : la carte de Cassini (XVIIIe siècle), la carte d'état-major (1820-1866) et les cartes ou photos aériennes de l'IGN pour la période actuelle (1950 à aujourd'hui).

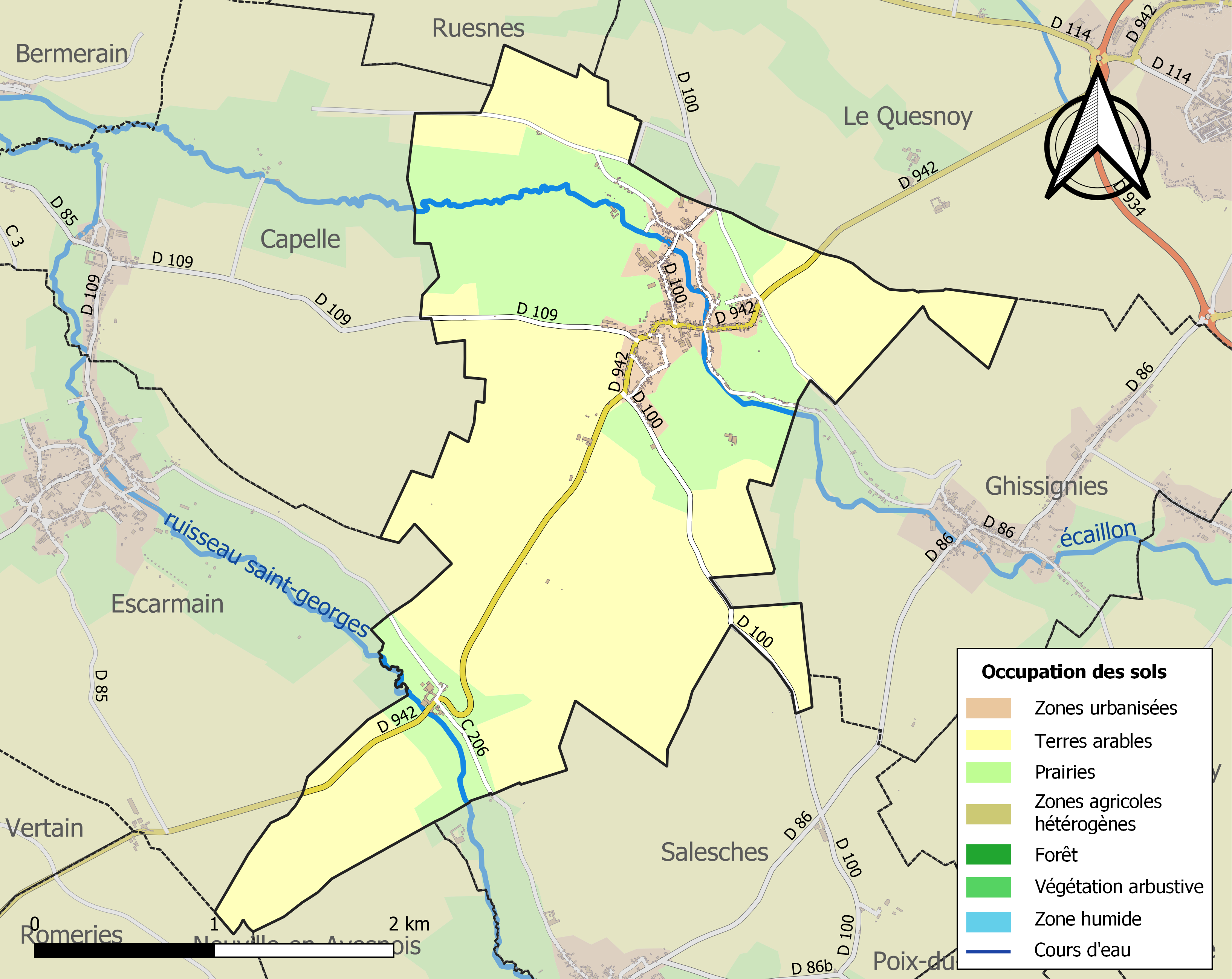
Carte des infrastructures et de l'occupation des sols de la commune en 2018 (CLC).

### Habitat et logement
En 2019, le nombre total de logements dans la commune était de 270, alors qu'il était de 252 en 2014 et de 252 en 2009.
Parmi ces logements, 89,5 % étaient des résidences principales, 1,9 % des résidences secondaires et 8,6 % des logements vacants. Ces logements étaient pour 99,2 % d'entre eux des maisons individuelles et pour 0,4 % des appartements.
Le tableau ci-dessous présente la typologie des logements à Beaudignies en 2019 en comparaison avec celle du Nord et de la France entière. Une caractéristique marquante du parc de logements est ainsi une proportion de résidences secondaires et logements occasionnels (1,9 %) supérieure à celle du département (1,6 %) et à celle de la France entière (9,7 %). Concernant le statut d'occupation de ces logements, 84,9 % des habitants de la commune sont propriétaires de leur logement (85,8 % en 2014), contre 54,7 % pour le Nord et 57,5 pour la France entière.
| Typologie                                               | Beaudignies | Nord | France entière |
| ------------------------------------------------------- | ----------- | ---- | -------------- |
| Résidences principales (en %)                           | 89,5        | 90,6 | 82,1           |
| Résidences secondaires et logements occasionnels (en %) | 1,9         | 1,6  | 9,7            |
| Logements vacants (en %)                                | 8,6         | 7,8  | 8,2            |

## Toponymie
La localité a été désignée comme : Bellodenguiens en1086 (Tit. de l'abb. d'Anchin, Le Carp. Pr. II, 15), Baldiniense territorium en 1120 (Cart. de Marchienne), Biaudengni en 1135 (Titre de Saint-Aubert, Le Carp. Pr. II, 82), Beldeniis en 1131 (Charte de l'évêque Liétard),  Waudegnies en 1184 (Cart. de l'abb. de Marchiennes),  Baldeniis en 1186 (Cart. de l'abb. de Vicogne),  Baldegnies en 1220 (Arch. dé l'église de Cambrai), Biaudegnies en 1255 (Cart. de Vicogne), Beaudegnies en 1336 (2e Cart. du Hainaut), Beaudignies en 1355 (Tit. de Saint-Aub. Le Carp. Pr. II, 91), Beaudignies en 1632 (Inscrip. de la cloche de l'église), Baudignies en 1740 (doc. typ.), Beaudegnies, Beaudignies, Baudegnies (doc. div.).

## Histoire

### Moyen Âge
Sainte Aldegonde donne  par testament en 646 Beaudignies au chapitre noble de Maubeuge.
C'est alors une seigneurie dont le territoire est réparti entre plusieurs institutions catholiques  : le chapitre de l'église  Sainte-Aldegonde à Maubeuge et les abbayes de Maroilles, Fesmy, Vicoigne à Raismes et Saint-André du Cateau.
Par exemple,une charte de l'évêque Liétard rédigée en 1131 confirme les possessions de l'abbaye de Maroilles à Beaudignies : le moulin, le four, la brasserie, ainsi que des terres, auxquelles viennent ultérieurement s'ajouter une dîme et le terrage, une redevance en nature.
La paroisse dépend en 1186 du décanat d'Haspres.
Une maladrerie est mentionnée en 1262 à Beaudignies.
En 1410, la seigneurie du comte de Hainaut comprend la ville, la terre, la justice, les droits seigneuriaux, un moulin, une maison, des terres labourables.

### Époque contemporaine

#### Première Guerre mondiale

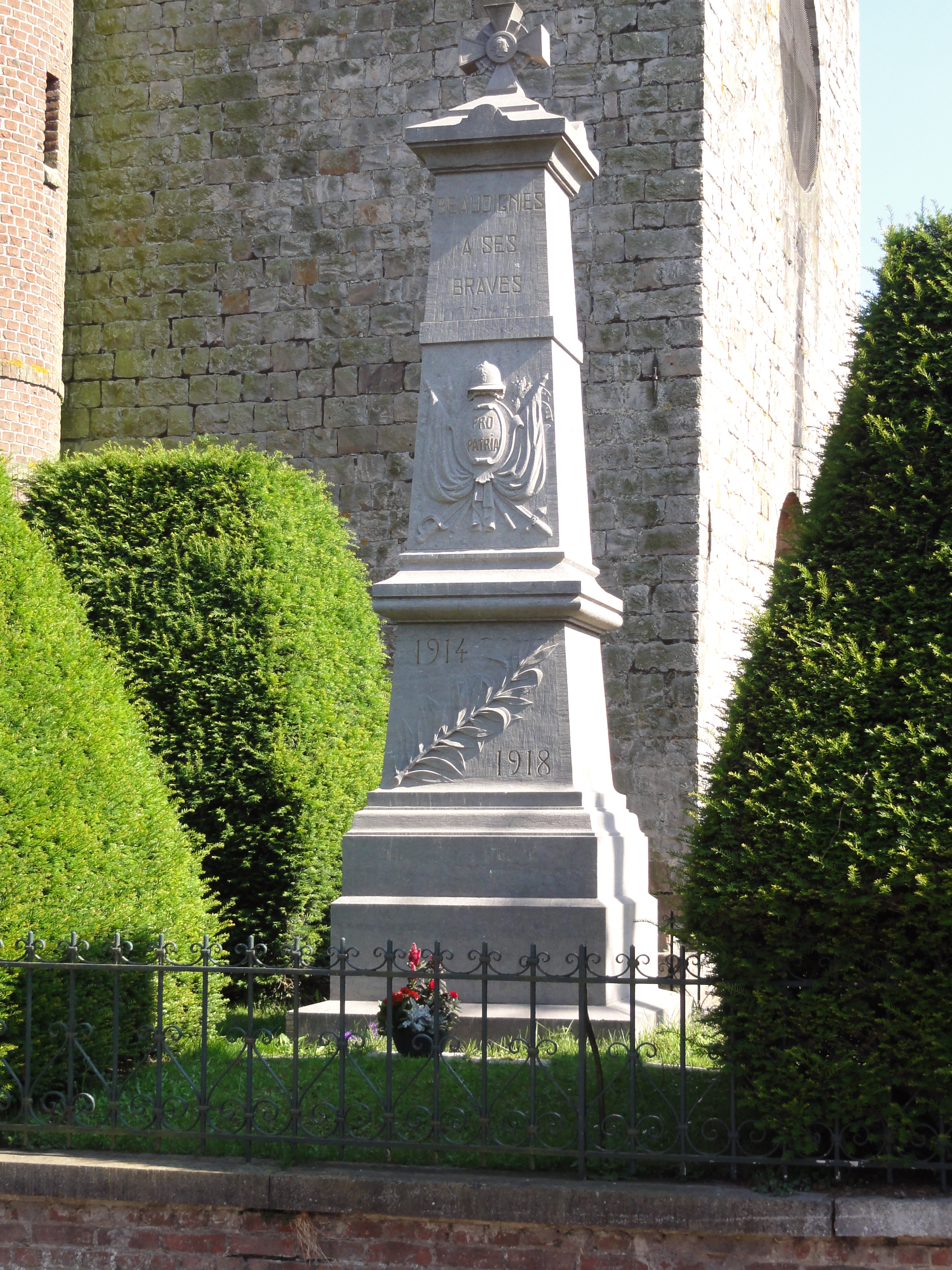
Le monument aux morts.

À la fin du conflit, la commune se trouve sur le chemin des Néo-Zélandais qui viennent de Solesmes. Le 23 octobre 1918, le hameau du Pont-à-Pierres est dans un premier temps repris. Les éclaireurs néo-zélandais passent au-delà de la côte de l'Arbrisseau pour se rendre compte que le village n'est pas encore défendu. Les régiments d'Otago et de Canterbury sont lancés à la conquête de Beaudignies à 17 heures le 23 octobre pour sécuriser les ponts sur l'Écaillon. L'opération réussie, l'église porte encore les traces de quelques balles, les troupes néo-zélandaises entrent en contact avec des patrouilles allemandes. Lors d'une rencontre entre deux patrouilles ennemies, Henry James Nicholas, qui vient d'obtenir la prestigieuse croix de Victoria (Victoria Cross) en juillet 1918 au palais de Buckingham, est tué aux abords du pont nord du village. D'abord enterré sur la route de Capelle, les hommes du bataillon lui rendent les honneurs militaires dans le cimetière de Vertigneul le 29 octobre 1918.
En fin de journée, il est décidé de sécuriser la route Ruesnes-Ghissignies au nord du village. L'opération menée par les deux autres régiments d'Otago et de Canterbury s'avère difficile en raison de la sévère pente dans le village et de la résistance d'une centaine d'Allemands qui contrôlent des tranchées dans les champs à côté de Saint-Roch.
Le 24 octobre, la position de Beaudignies est sécurisée et les régiments d'Otago et de Canterbury sont relevés par des bataillons de la Rifle brigade. Beaudignies devient alors le camp de base des Néo-Zélandais. Les divers quartiers généraux des régiments sont installés dans les fermes du village ; l'hôpital pour les premiers secours est au Pont-à-Pierres où sont aussi concentrés les nombreux prisonniers allemands. Le village voit s'installer un bivouac du régiment de Maoris qui viennent de reconstruire un pont sur le Saint-Georges.
Pendant plus d'une semaine, jusqu'au 4 novembre, de minutieux préparatifs sont organisés pour amener dans le plus grand secret l'artillerie de campagne néo-zélandaise aux abords du Quesnoy. Une activité normale est maintenue (de nombreux raids) mais les munitions sont acheminées de nuit. Le village en première ligne est d'ailleurs bombardé à plusieurs reprises par l'ennemi. Les civils sont évacués dans les ambulances néo-zélandaises le 27 octobre 1918.
Au matin du 4 novembre 1918, les bataillons engagés dans la bataille du Quesnoy partent de Beaudignies. Les 1er et 3e bataillon (en support) de la Rifle brigade partent de la route encaissée à la sortie du village pour contourner par le sud-est Le Quesnoy. L'artillerie de campagne néo-zélandaise est d'abord installée dans les champs à la sortie de Beaudignies.

## Politique et administration

### Rattachements administratifs et électoraux

#### Rattachements administratifs
La commune se trouve dans l'arrondissement d'Avesnes-sur-Helpe du département du Nord.
Elle faisait partie depuis 1801 du canton du Quesnoy-Est. Dans le cadre du redécoupage cantonal de 2014 en France, cette circonscription administrative territoriale a disparu, et le canton n'est plus qu'une circonscription électorale.

#### Rattachements électoraux
Pour les élections départementales, la commune fait partie depuis 2014 du canton d'Avesnes-sur-Helpe
Pour l'élection des députés, elle fait partie de la douzième circonscription du Nord.

### Intercommunalité
Beaudignies était membre de la communauté de communes du Pays Quercitain, un établissement public de coopération intercommunale (EPCI) à fiscalité propre créé en 1993 et auquel la commune avait transféré un certain nombre de ses compétences, dans les conditions déterminées par le code général des collectivités territoriales.
Cette intercommunalité fusionne le 1er septembre 2006 avec la communauté de communes des Vallées de l'Aunelle et de la Rhônelle pour former la communauté de communes du Quercitain.
Une nouvelle fusion intervient le 1er janvier 2014 et le Quercitain ainsi que deux autres intercommunalités se réunissent alors pour former la communauté de communes du Pays de Mormal dont est donc membre la commune.

### Liste des maires
Maire en 1939 : Malaquin.
| Période                                  | Période                         | Identité                              | Étiquette | Qualité                                                             |
| ---------------------------------------- | ------------------------------- | ------------------------------------- | --------- | ------------------------------------------------------------------- |
| Les données manquantes sont à compléter. |                                 |                                       |           |                                                                     |
| avant 1802-1803                          |                                 | Pierre Jos. Lesnes                    |           |                                                                     |
|                                          | 1808                            | M. Carondelet                         |           |                                                                     |
| Les données manquantes sont à compléter. |                                 |                                       |           |                                                                     |
|                                          |                                 | Charles de Carondelet de Beaudignies. |           | Dernier seigneur de Beaudignies Nommé maire sous l'Empire           |
| Les données manquantes sont à compléter. |                                 |                                       |           |                                                                     |
| mars 2001                                | mai 2020                        | Raymonde Dramez                       |           |                                                                     |
| mai 2020                                 | En cours (au 13 septembre 2022) | M. Dominique Fontaine                 |           | Professeur de technologie retraité Chevalier des Palmes académiques |

## Équipements et services publics

### Enseignement
Beaudignies relève de l'académie de Lille.
L'école publique de Beaudignies accueille environ 80 élèves répartis en trois classes. Elle dispose d'une cantine et d'une garderie.

### Culture
La commune s'est dotée en 2012 d'une médiathèque dénommée le Bibliovie.

## Population et société

### Démographie

#### Évolution démographique
L'évolution du nombre d'habitants est connue à travers les recensements de la population effectués dans la commune depuis 1793. Pour les communes de moins de 10 000 habitants, une enquête de recensement portant sur toute la population est réalisée tous les cinq ans, les populations de référence des années intermédiaires étant quant à elles estimées par interpolation ou extrapolation. Pour la commune, le premier recensement exhaustif entrant dans le cadre du nouveau dispositif a été réalisé en 2006.

En 2022, la commune comptait 572 habitants, en évolution de +1,6 % par rapport à 2016 (Nord : +0,51 %, France hors Mayotte : +2,11 %).
| 1793 | 1800 | 1806 | 1821 | 1831 | 1836 | 1841  | 1846  | 1851  |
| ---- | ---- | ---- | ---- | ---- | ---- | ----- | ----- | ----- |
| 586  | 434  | 479  | 818  | 921  | 996  | 1 073 | 1 065 | 1 151 |

| 1856  | 1861  | 1866  | 1872  | 1876  | 1881  | 1886  | 1891  | 1896  |
| ----- | ----- | ----- | ----- | ----- | ----- | ----- | ----- | ----- |
| 1 208 | 1 235 | 1 177 | 1 213 | 1 172 | 1 215 | 1 211 | 1 241 | 1 208 |

| 1901  | 1906  | 1911  | 1921 | 1926 | 1931 | 1936 | 1946 | 1954 |
| ----- | ----- | ----- | ---- | ---- | ---- | ---- | ---- | ---- |
| 1 150 | 1 133 | 1 029 | 852  | 805  | 785  | 702  | 696  | 667  |

| 1962 | 1968 | 1975 | 1982 | 1990 | 1999 | 2006 | 2011 | 2016 |
| ---- | ---- | ---- | ---- | ---- | ---- | ---- | ---- | ---- |
| 603  | 597  | 527  | 543  | 523  | 537  | 573  | 569  | 563  |

| 2021 | 2022 | - | - | - | - | - | - | - |
| ---- | ---- | - | - | - | - | - | - | - |
| 568  | 572  | - | - | - | - | - | - | - |

#### Pyramide des âges
La population de la commune est relativement jeune.
En 2018, le taux de personnes d'un âge inférieur à 30 ans s'élève à 35,7 %, soit en dessous de la moyenne départementale (39,5 %). À l'inverse, le taux de personnes d'âge supérieur à 60 ans est de 21,7 % la même année, alors qu'il est de 22,5 % au niveau départemental.
En 2018, la commune comptait 286 hommes pour 274 femmes, soit un taux de 51,07 % d'hommes, largement supérieur au taux départemental (48,23 %).
Les pyramides des âges de la commune et du département s'établissent comme suit.
| Hommes | Classe d’âge | Femmes |
| ------ | ------------ | ------ |
| 1,1    | 90 ou +      | 1,1    |
| 3,9    | 75-89 ans    | 6,4    |
| 13,2   | 60-74 ans    | 17,9   |
| 23,8   | 45-59 ans    | 19,7   |
| 20,8   | 30-44 ans    | 20,9   |
| 16,2   | 15-29 ans    | 17,3   |
| 21,1   | 0-14 ans     | 16,8   |

| Hommes | Classe d’âge | Femmes |
| ------ | ------------ | ------ |
| 0,5    | 90 ou +      | 1,4    |
| 5,3    | 75-89 ans    | 8,1    |
| 14,8   | 60-74 ans    | 16,2   |
| 19,1   | 45-59 ans    | 18,4   |
| 19,5   | 30-44 ans    | 18,7   |
| 20,7   | 15-29 ans    | 19,1   |
| 20,2   | 0-14 ans     | 18     |

## Culture locale et patrimoine

### Lieux et monuments
- La mairie, de 1789 et 1861.
- Chapelles-oratoires disséminées sur le territoire de la commune, dont un oratoire de 1849.
- Pigeonnier-porche de 1838, au hameau de Pont à Pierres.
- Ancien moulin à eau (vers 1900).

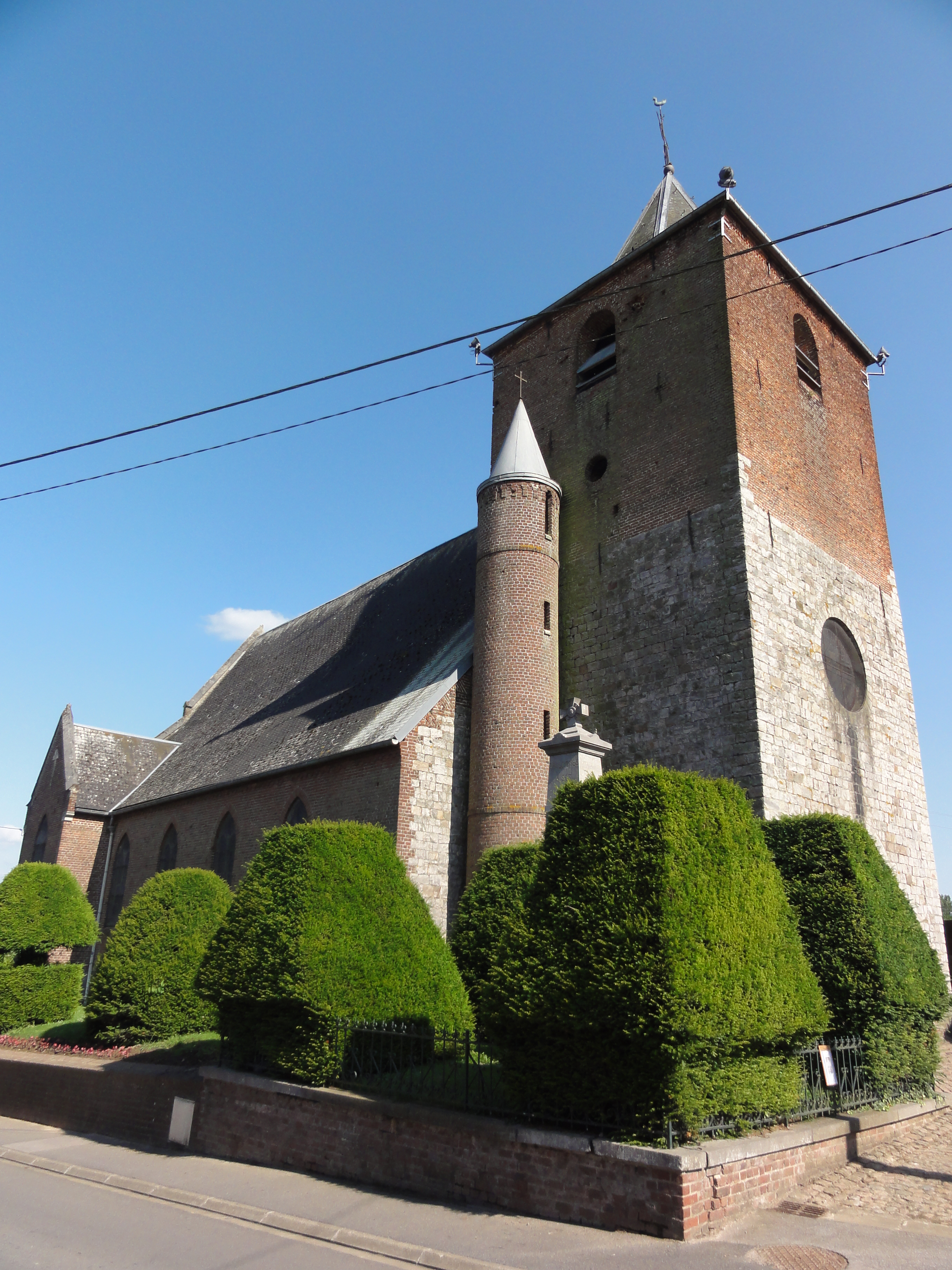
Donjon et tourelle de l'église Saint-Étienne.
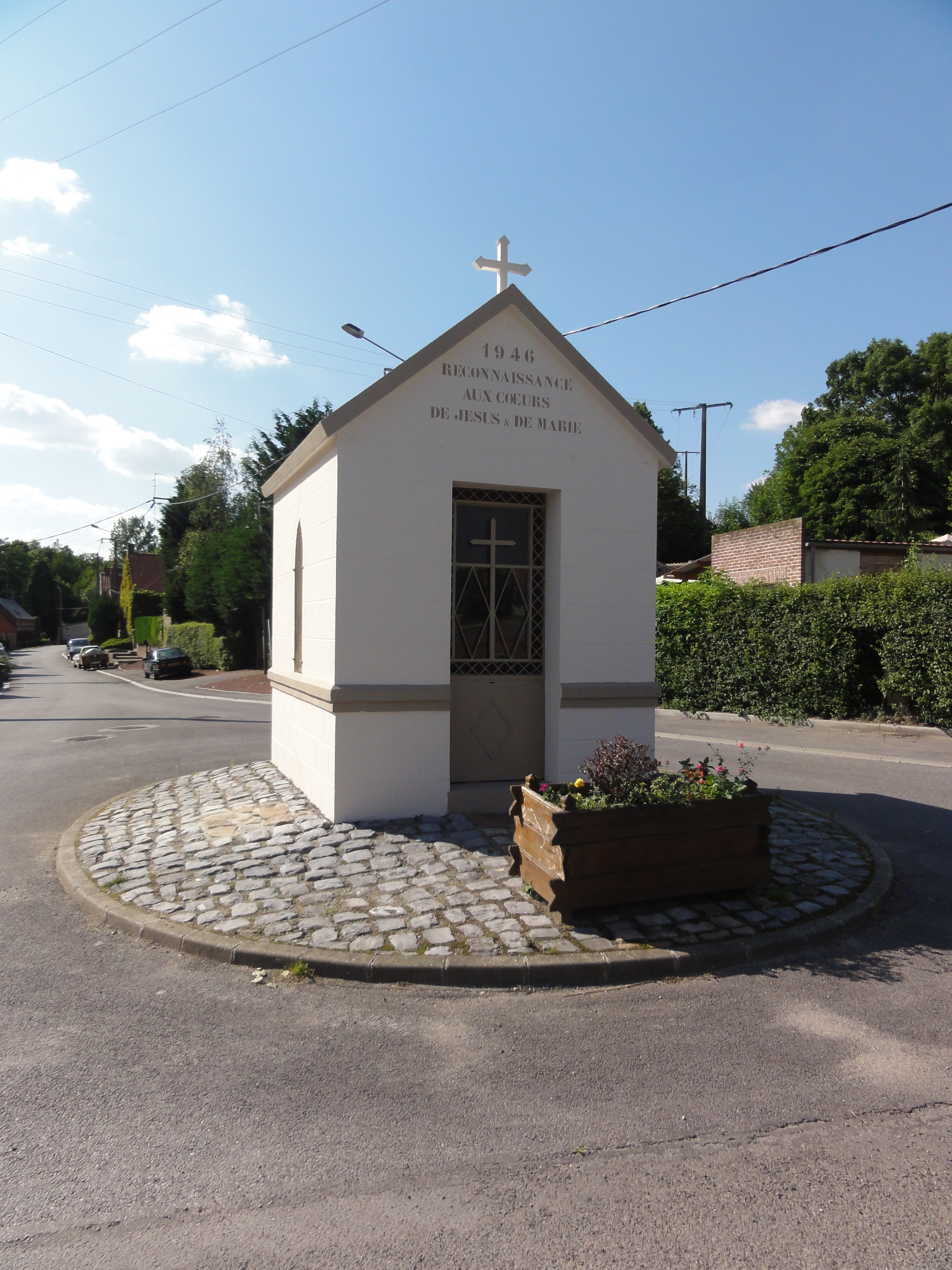
Chapelle Cœurs de Jésus de Marie, rue Basse.
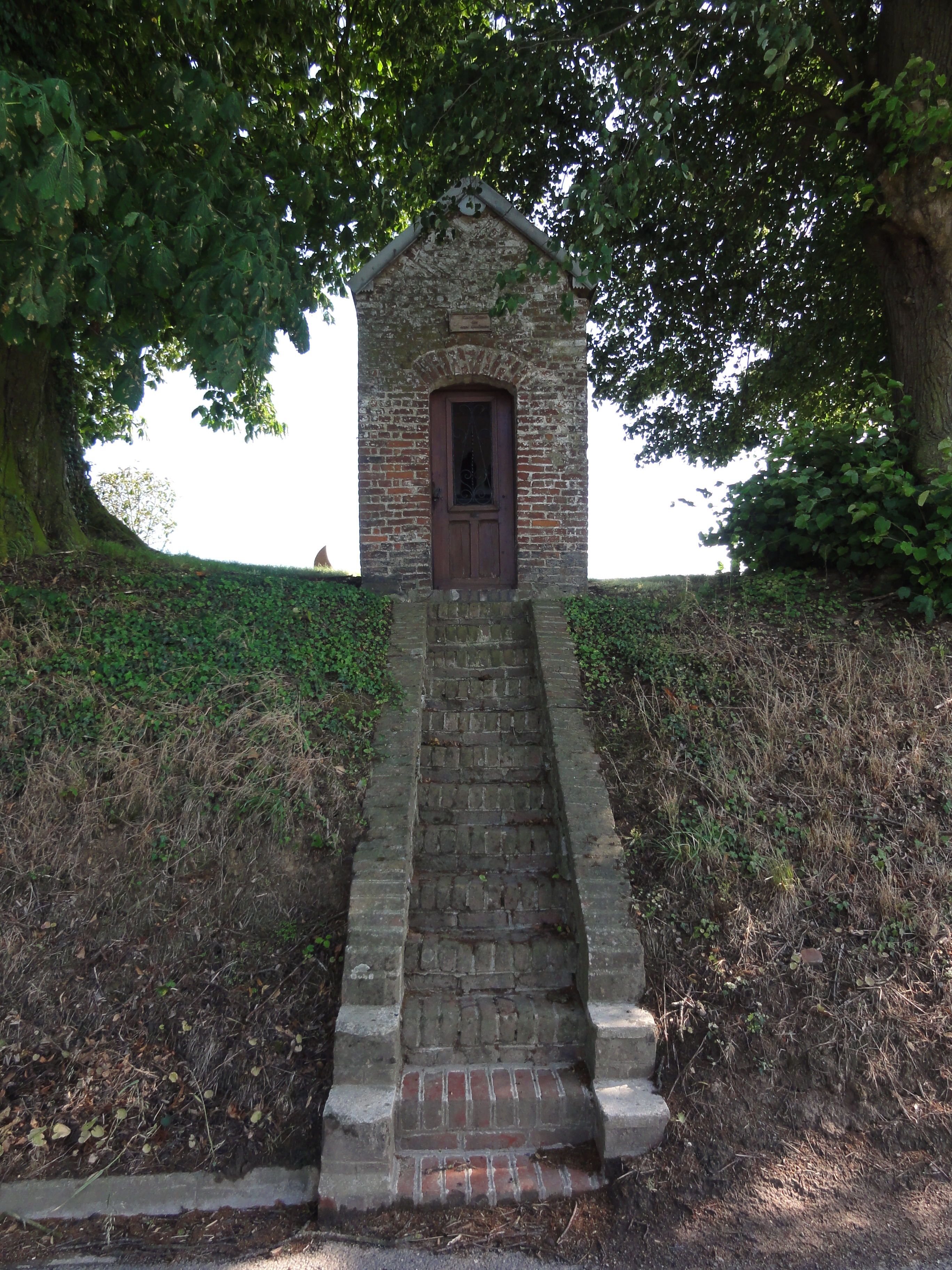
Chapelle Notre-Dame des Sept Douleurs, route de la Capelle.
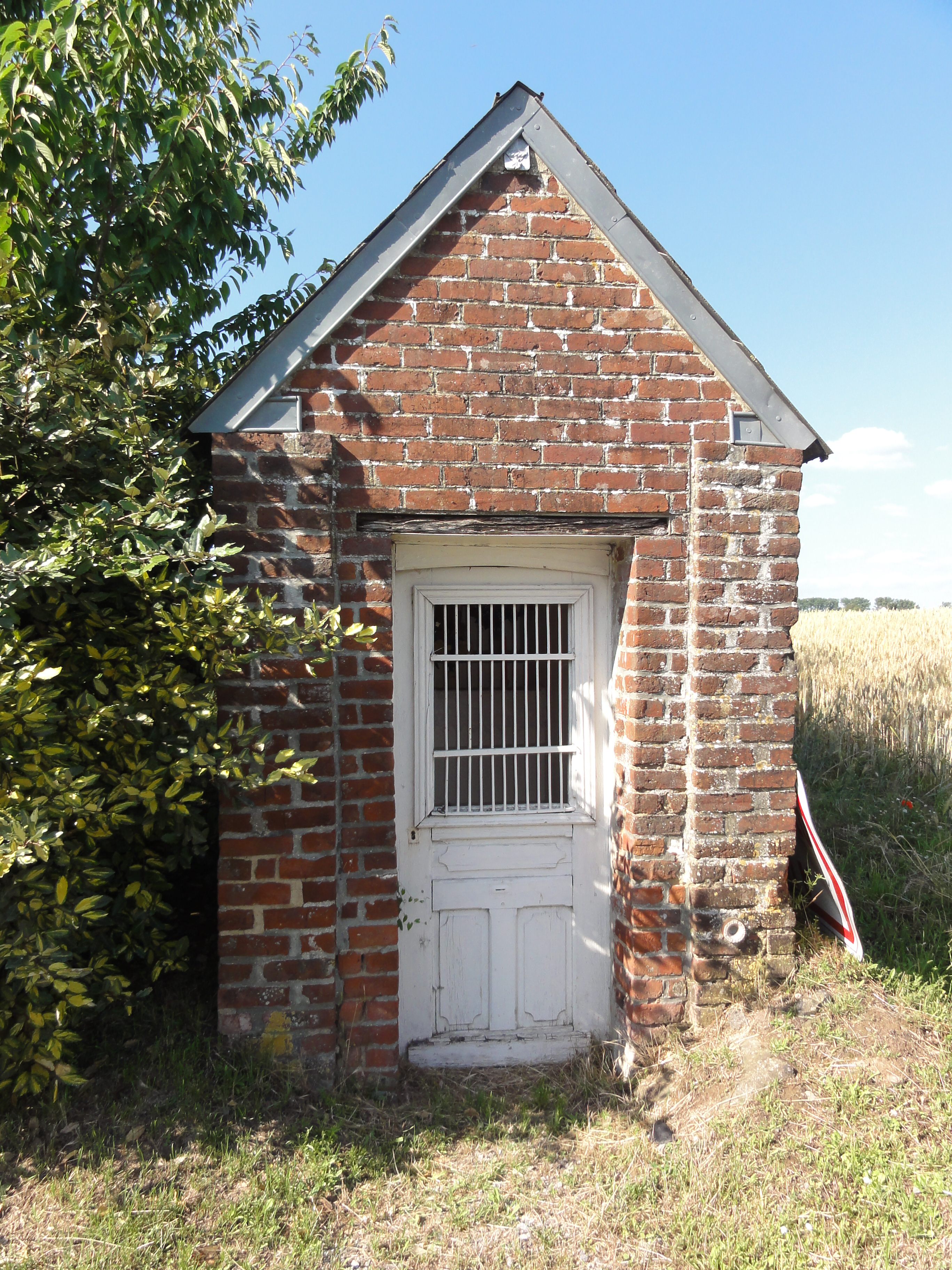
Chapelle D942 route de Beaudignies.

### Personnalités liées à la commune
- Henry James Nicholas (en) (1891-1918), sergent du régiment de Canterbury et véritable premier héros de la nation néo-zélandaise, est tué dans la commune de Beaudignies.
- Augustin Desoblin, (1873-1956) né à Beaudignies, est un homme politique français.

Le nom de certains seigneurs nous est parvenu : 
- Adam de Beaudignies, seigneur de Wavrechain, fait don de terre et de revenus à l'abbaye de Vicoigne en 1209 et 1214
- Gilles de Limoges, sire de Beaudignies, vend en 1336 à Guillaume Ier, comte de Hainaut, plusieurs hommages liges pour des terres situées à Beaudignies et autres lieux.
- Antoine Gongnies seigneur de Vendegies-au-Bois, gouverneur de Bruxelles et du Quesnoy, dans la seconde moitié du XVIe siècle. Sa fille Michelle de Gongnies se marie avec Ferry de Carondelet, faisant passer la seigneurie à la famille de ce dernier.
- Charles de Carondelet de Beaudignies est le dernier seigneur de Beaudignies. Revenu après la tourmente révolutionnaire, il: est nommé maire du Quesnoy sous l'Empire

### Héraldique
| Blason de Beaudignies | Blason  | De gueules au croissant d'argent, accompagné de huit billettes du même en orle. |
| Blason de Beaudignies | Détails | Le statut officiel du blason reste à déterminer.                                |

## Pour approfondir